# The Singles Tour
The Singles Tour - П'ятнадцятий тур британської групи Depeche Mode.

## Треклист
1. Painkiller (Intro)
2. A Question of Time
3. World in My Eyes
4. Policy of Truth
5. It's No Good
6. Never Let Me Down Again
7. Walking in My Shoes
8. Only When I Lose Myself
9. A Question of Lust
10. Sister of Night
11. Home
12. Condemnation
13. In Your Room
14. Useless
15. Enjoy the Silence
16. Personal Jesus
17. Barrel of a Gun
18. Somebody
19. Stripped
20. Behind the Wheel
21. I Feel You
22. Just Can't Get Enough

## Концерти
1. 2 вересня 1998 Тарту, Естонія
2. 3 вересня 1998 Рига, Латвія
3. 5 вересня 1998 Москва, Росія
4. 7 вересня 1998 Санкт-Петербург, Росія
5. 9 вересня 1998 Гельсінкі, Фінляндія
6. 11 вересня 1998 Копенгаген, Данія
7. 12 вересня 1998 Гетеборг, Швеція
8. 13 вересня 1998 Стокгольм, Швеція
9. 15 вересня 1998 Прага, Чехія
10. 16 вересня 1998 Відень Австрія
11. 18 вересня 1998 Берлін, Німеччина
12. 19 вересня 1998 Берлін, Німеччина
13. 20 вересня 1998 Ерфурт, Німеччина
14. 22 вересня 1998 Брюссель, Бельгія
15. 23 вересня 1998 Штутгарт, Німеччина
16. 25 вересня 1998 Цюрих, Швейцарія
17. 26 вересня 1998 Болонья, Італія
18. 27 вересня 1998 Мілан, Італія
19. 29 вересня 1998 Лондон, Велика Британія
20. 30 вересня 1998 Лондон, Велика Британія
21. 2 жовтня 1998  Манчестер, Велика Британія
22. 3 жовтня 1998 Бірмінгем, Велика Британія
23. 5 жовтня 1998 Кельн, Німеччина
24. 6 жовтня 1998 Кельн, Німеччина
25. 7 жовтня 1998 Париж, Франція
26. 9 жовтня 1998 Ганновер, Німеччина
27. 10 жовтня 1998 Лейпциг, Німеччина
28. 11 жовтня 1998 Франкфурт, Німеччина
29. 13 жовтня 1998 Мюнхен, Німеччина
30. 15 жовтня 1998 Сарагоса, Іспанія
31. 16 жовтня 1998 Барселона, Іспанія
32. 17 жовтня 1998 Сан-Себастьян, Іспанія
33. 27 жовтня 1998 Вустер, США
34. 28 жовтня 1998 Нью-Йорк, США
35. 29 жовтня 1998 Нью-Йорк, США
36. 1 листопада 1998 Філадельфія, США
37. 5 листопада 1998 Торонто, Канада
38. 6 листопада 1998 Монреаль, Канада
39. 8 листопада 1998 Клівленд, США
40. 9 листопада 1998 Детройт, США
41. 11 листопада 1998 Вашингтон, США
42. 13 листопада 1998 Маямі, США
43. 14 листопада 1998 Орландо, США
44. 15 листопада 1998 Тампа, США
45. 18 листопада 1998 Г'юстон, США
46. 19 листопада 1998 Даллас, США
47. 20 листопада 1998 Сан-Антоніо, США
48. 22 листопада 1998 Новий Орлеан, США
49. 24 листопада 1998 Чикаго, США
50. 25 листопада 1998 Чикаго, США
51. 29 листопада 1998 Денвер, США
52. 1 грудня 1998 Солт-Лейк-Сіті
53. 2 грудня 1998 Бойсе, США
54. 4 грудня 1998 Ванкувер, Канада
55. 6 грудня 1998 Портленд США
56. 7 грудня 1998 Сієтл, США
57. 9 грудня 1998 Сакраменто США
58. 11 грудня 1998 Окленд  США
59. 12 грудня 1998 Лос-Анджелес , США
60. 14 грудня 1998 Фенікс, США
61. 15 грудня 1998 Сан-Дієго , США
62. 18 грудня 1998 Інглвуд, США
63. 19 грудня 1998 Інглвуд, США
64. 20 грудня 1998 Анагайм, США
65. 22 грудня 1998 Анагайм, США